# 7261 Yokootakeo
7261 Yokootakeo eller 1994 GZ är en asteroid i huvudbältet som upptäcktes den 14 april 1994 av den japanska astronomen Takao Kobayashi vid Ōizumi-observatoriet. Den är uppkallad efter Takeo Yokoo.
Asteroiden har en diameter på ungefär 8 kilometer.